# Epicimelia tischendorffi
Epicimelia tischendorffi is een vlinder uit de familie van de Axiidae. De wetenschappelijke naam van de soort is voor het eerst geldig gepubliceerd in 1927 door Bang-Haas.